# 33550336
33550336（三千三百五十五万三百三十六、さんぜんさんびゃくごじゅうごまんさんびゃくさんじゅうろく）は自然数、また整数において、33550335の次で33550337の前の数である。

## 性質
- 33550336 は合成数であり、約数は1, 2, 4, 8, 16, 32, 64, 128, 256, 512, 1024, 2048, 4096, 8191, 16382, 32764, 65528, 131056, 262112, 524224, 1048448, 2096896, 4193792, 8387584, 16775168, 33550336 である。
  - 33550336を除いた約数の和は 33550336 になるので完全数である。
    - 5番目の完全数である。1つ前は8128 (= 26 × (27 − 1))、次は8589869056 (= 216 × (217 − 1))。
    - 13番目の倍積完全数である。1つ前は23569920、次は45532800。
- 33550336 = 212 × (213 − 1)
  - n = 13 のときの 2n−1(2n − 1) の値とみたとき1つ前は8386560、次は134209536。(オンライン整数列大辞典の数列 A006516)
  - この形の数では8番目の倍積完全数である。1つ前は523776、次は8589869056。
  - 素数 p = 13 のときの 2p−1(2p − 1) の値とみたとき1つ前は2096128、次は8589869056。(オンライン整数列大辞典の数列 A060286)
- 59番目の調和数である。1つ前は32997888、次は37035180。
- 8191番目の三角数である。1つ前は33542145、次は33558528。
- 4096番目の六角数である。1つ前は33533955、次は33566721。